# Gesetz gegen die Überfüllung deutscher Schulen und Hochschulen

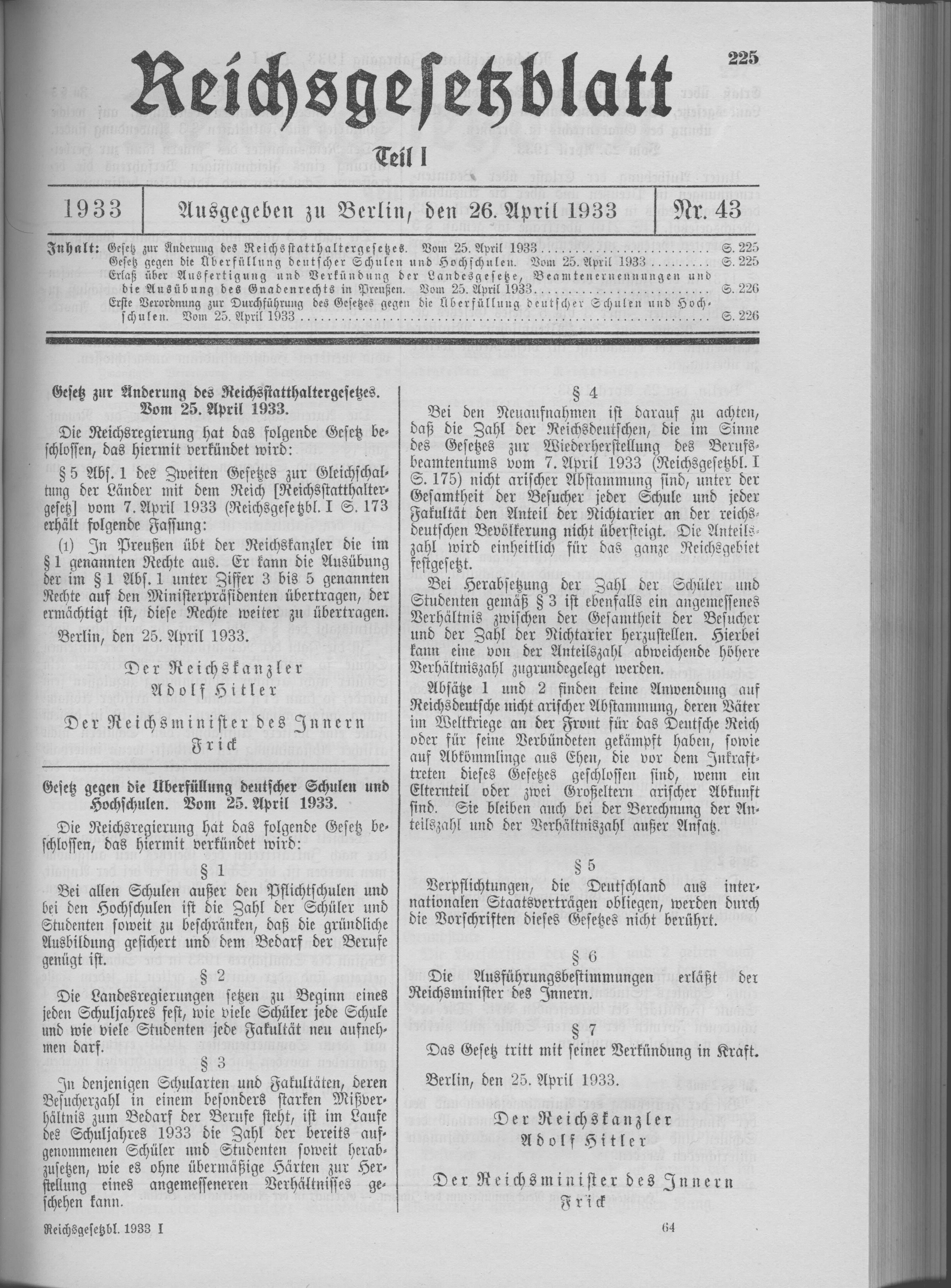
Gesetz gegen die Überfüllung deutscher Schulen und Hochschulen vom 25. April 1933

Das Gesetz gegen die Überfüllung deutscher Schulen und Hochschulen vom 25. April 1933 reglementierte während der Zeit des Nationalsozialismus die Anzahl der Schüler höherer Schulen und Studenten und berücksichtigte dabei das rassistische Merkmal einer „nichtarischen“ Abstammung. Das Gesetz ist vor allem als Teil der antisemitischen Gesetzgebung im Nationalsozialismus bekannt. Neben „Nichtariern“ waren insbesondere auch Frauen von Einschränkungen betroffen.
Im engeren Sinne setzte das von Reichskanzler Hitler und Reichsinnenminister Wilhelm Frick unterzeichnete Gesetz den allgemeinen Rahmen dafür, den Anteil von „Reichsdeutschen […] nicht arischer Abstammung“ – d. h. insbesondere von deutschen Juden – unter Schülern und Studenten zu begrenzen; Einzelheiten sollten laut Gesetz von Reichsinnenminister Frick bestimmt werden. Demgemäß verabschiedete Frick bereits am gleichen Tag die Erste Verordnung zu diesem Gesetz, die insbesondere die konkreten Quoten für deutsche Nichtarier – unter anderem höchstens 1,5 Prozent aller Neuaufnahmen an höheren Schulen und Hochschulen – festlegte. In einer Verordnung vom 28. Dezember 1933 legte Frick außerdem mit Wirkung von Januar 1934 allgemeine Richtzahlen für die Zulassung von Studenten fest. Danach durften maximal 15.000 Abiturienten des Jahrgangs 1934 ein Hochschulstudium aufnehmen, davon nur zehn Prozent Frauen. Wenn vom Gesetz gegen die Überfüllung deutscher Schulen und Hochschulen gesprochen wird, sind in der Regel auch die Verordnung über die 1,5-Prozent-Quote, nicht aber die bald wieder abgeschafften allgemeinen Zulassungsbeschränkungen gemeint.
Die antijüdischen Regelungen fanden nicht an allen höheren Bildungseinrichtungen Anwendung, da der Anteil der betroffenen Schüler und Studenten nicht überall die gesetzlichen Quoten überschritt. Andernorts kam es zu Abschulungen und Exmatrikulationen, mit schweren Folgen für die Betroffenen. Die mit dem Jahr 1934 eingesetzten allgemeinen Richtzahlen führten dazu, dass das Abitur (Abschluss des Gymnasiums) ab dem Jahrgang 1934 von der Hochschulreife (Zugangsberechtigung zu Universitäten) abgekoppelt wurde. Je nach Land mussten Männer und insbesondere die durch die Regelungen härter betroffenen Frauen neben schulischen Leistungen zum Teil auch noch charakterlich oder politisch überzeugen, bevor ihnen die Hochschulreife zugesprochen wurde.
Die Festsetzung von allgemeinen Studenten-Höchstzahlen wurde bereits 1935 wieder fallen gelassen. Das allgemeine Gesetz und seine rassistischen Verordnungen blieben hingegen bis 1940 in Kraft. Nachdem jüdischen Schülern der Schulbesuch in öffentlichen Schulen mit Ablauf des 30. Juli 1939 nicht mehr erlaubt war, wurde das Gesetz im Januar 1940 durch eine nicht veröffentlichte Verordnung aufgehoben.

## Inhalt

### Allgemeiner Rahmen und Quotierung des Gesetzes
Das Gesetz gegen die Überfüllung deutscher Schulen und Hochschulen sollte nach eigener Aussage die Zahl der Schüler von höheren Schulen und Studenten an Hochschulen soweit beschränken, dass „die gründliche Ausbildung gesichert und dem Bedarf der Berufe genügt“ ist (§ 1). Die Landesregierungen hatten die Aufnahmezahl der Schüler pro höherer Schule sowie der Studenten pro Fakultät festzulegen (§ 2). [Laut der zeitgleich erlassenen Verordnung galt das Gesetz auch für Fakultäten-ähnliche Gliederungseinheiten – siehe unten.] Höhere Schulen und Fakultäten „deren Besucherzahl in einem besonders starken Mißverhältnis zum Bedarf der Berufe“ stand, sollten im Laufe des Schuljahres 1933 die Zahl ihrer bereits aufgenommenen Schüler und Studenten senken, soweit dies ohne „übermäßige Härten“ möglich war (§ 3).
§ 4 des Gesetzes bestimmte die besondere Behandlung von „Reichsdeutschen, die im Sinne des Gesetzes zur Wiederherstellung des Berufsbeamtentums vom 7. April 1933 (…) nicht arischer Abstammung sind“ und damit insbesondere deutscher Juden: Ihr Anteil an den neuaufgenommenen Schülern bzw. Studenten einer jeden höheren Schule und Fakultät durfte den Anteil von Nichtariern in der reichsdeutschen Gesamtbevölkerung – Anfang 1933 ca. ein Prozent – nicht übersteigen; letztere Zahl werde reichseinheitlich festgesetzt. [Die am gleichen Tag erlassene Verordnung legte eine Quote von maximal 1,5 Prozent reichsdeutschen Nichtariern fest, siehe unten.] Auch bei der Senkung der Schüler- und Studentenzahlen gemäß § 3 sei nach Ariern und Nichtariern zu unterscheiden, wobei dafür eine gesonderte („höhere“) Quote benutzt werden könne (siehe unten). Ausgenommen wurden reichsdeutsche Nichtarier von den Regelungen gemäß § 4 Abs. 3, wenn ihr Vater auf Seiten Deutschlands oder seiner Verbündeten im Ersten Weltkrieg gekämpft hatte (Frontkämpferprivileg), oder wenn ihre Eltern vor Inkrafttreten des Gesetzes geheiratet hatten und mindestens ein Elternteil oder mindestens zwei Großeltern „arischer Abkunft“ waren; diese Schüler bzw. Studenten wurde bei der Berechnung der in § 4 Abs. 1-2 festgelegten Quoten nicht berücksichtigt.
Das Gesetz war ausdrücklich gegenüber internationalen Verträgen nachrangig (§ 5), und seine „Ausführungsbestimmungen“ sollten vom Reichsinnenminister erlassen werden (§ 6). Das Gesetz trat, wie allgemein üblich, mit seiner Verkündung in Kraft (§ 7).

### Erste Verordnung zum Gesetz

#### Konkrete Quotierung und Verbot des Wechsels an andere Institute
Die Erste Verordnung zur Durchführung des Gesetzes gegen die Überfüllung deutscher Schulen und Hochschulen des Reichsinnenministers vom 25. April 1933 legte entsprechend § 6 des Gesetzes die „Ausführungsbestimmungen“ fest. In ihr wurden die Quoten „nichtarischer“ reichsdeutscher Schüler bzw. Studenten festgelegt (Art. 8): Nur noch maximal 1,5 Prozent aller neuaufgenommenen Schüler bzw. Studenten pro höherer Schule bzw. Fakultät durften „nichtarische“ Reichsdeutsche sein; diese Zahl lag damit leicht über der im Gesetz (§ 4 Abs. 1) geforderten Zahl, die sich gemäß dem Anteil von Nichtariern an der deutschen Bevölkerung ergeben hätte (Anfang 1933 ca. ein Prozent). Kleine Schulen und Fakultäten, die laut der 1,5-Prozent-Regel überhaupt keinen „nichtarischen“ Schüler bzw. Studenten zulassen dürften (d. h. weniger als 67 Neuaufnahmen), durften außerdem ausnahmsweise einen einzigen solchen Schüler bzw. Studenten aufnehmen; danach waren aber weitere „nichtarische“ Besucher nur erlaubt, sofern damit die Gesamtzahl aller „nichtarischen“ Neuaufnahmen seit Inkrafttreten des Gesetzes unter 1,5 Prozent blieb (Art. 9 Abs. 3).
Zudem legte Art. 11 der Verordnung fest, dass die 1,5-Prozent-Quote auch rückwirkend für das laufende Schuljahr bzw. das Sommersemester 1933 anzuwenden sei; „nichtarische“ reichsdeutsche Schul- bzw. Studienanfänger mussten daher rückwirkend von den höheren Schulen bzw. Hochschulen verwiesen werden, bis ein Anteil von 1,5 Prozent erreicht war.
Art. 8 spezifizierte ferner, dass maximal ein Anteil von fünf Prozent „nichtarischen“ reichsdeutschen Schülern bzw. Studenten an einer höheren Schule oder Fakultät bleiben durften, wenn sie gemäß § 3 Abs. 2 des Gesetzes ihre Schüler- und Studentenzahlen senken musste; „nichtarische“ Reichsdeutsche blieben also von den Schul- bzw. Universitätsverweisen verschont, wenn sie seit mindestens 1932 eine Einrichtung besuchten, deren Schüler- bzw. Studentenzahlen laut Gesetz den „Bedarf der Berufe“ nicht überschritt (§ 3 Abs. 2 des Gesetzes). Ferner stellte Art. 2 der Verordnung auch allgemein fest, dass der Reichsinnenminister – d. h. der Verfasser des Textes – für die Zulassungsbeschränkungen für Schüler und Studenten (§ 1 des Gesetzes) „allgemeine Richtzahlen“ bestimmen könne.
Die Bestimmung, welche Schularten und Fakultäten laut § 3 des Gesetzes ihre Besucherzahlen senken müssten, wurde den Landesregierungen übertragen (Art. 6 Abs. 1); sie konnten damit entscheiden, ob eine höhere Schule oder Fakultät mit über fünf Prozent „nichtarischen“ reichsdeutschen Besuchern diesen Anteil auf fünf Prozent zu senken hatte oder nicht. Der Reichsinnenminister behielt sich allerdings „zur Herstellung eines gleichmäßigen Verfahrens“ vor, die Entscheidung auch selbst treffen zu können (Art. 6 Abs. 2).
Die von den Abschulungen und Exmatrikulationen betroffenen Schüler und Studenten durften ihre Studien nicht an anderen Bildungseinrichtungen fortsetzen (Art. 7): Schüler durften nicht auf eine andere Schule „der gleichen Art“ wechseln (Art. 7 Abs. 1). Um ihnen einen „angemessenen Bildungsabschluß zu ermöglichen“, durften die Landesregierungen allerdings „besondere Einrichtungen und Anordnungen treffen“ [sic] (Art. 7 Abs. 2). Studenten wurden ersatzlos vom weiteren Hochschulstudium ausgeschlossen (Art. 7 Abs. 3).

#### Anwendungsrahmen der Regelungen
Die übrigen Paragraphen der Verordnung präzisierten den Anwendungsrahmen der Regelungen. Dazu gehörte die Bestimmung, dass sich der Geltungsrahmen des Gesetzes ausdrücklich auf öffentliche wie auch private Bildungseinrichtungen erstrecke und im Zweifelsfall die Landesregierungen entschieden, ob eine Schule oder Hochschule betroffen sei (Art. 1). Neben Fakultäten waren dabei auch fakultätenähnliche Gliederungseinheiten (z. B. Abteilungen) betroffen (Art. 3). Die Senkung von Schüler- bzw. Studentenzahlen laut § 3 des Gesetzes und die Berechnung der Neuaufnahmezahlen konnten in Schulen bzw. Fakultäten nach Fachrichtungen getrennt vorgenommen werden (Art. 5).
Die Fakultäten mussten die 1,5-Prozent-Quote innerhalb der Ersteinschreibungen „wahren“ (Art. 9 Abs. 1). Die Regelung galt analog für die Neuaufnahmen von Schulen, „solange diese Schule noch von Schülern nicht arischer Abstammung besucht ist, die im Rahmen der Verhältniszahl des § 4 Abs. 2 auf ihr verblieben sind“ (Art. 9 Abs. 2). Als Neuaufnahme von Schülern bzw. Studenten galt die erstmalige Aufnahme in eine reichsdeutsche höhere Schule (gleichwelcher Form) bzw. in eine Fakultät „der betreffenden Art“ (Art. 4). Wechselte ein Schüler, der erst seit Inkrafttreten des Gesetzes eine höhere Schule besuchte, die Schule, wurde er an seiner neuen Schule in deren Anteilszahl eingerechnet (Art. 10); eine parallele Regelung für Studenten wurde nicht erlassen.

## Anwendung und Folgen für die „nichtarischen“ Betroffenen
Das Gesetz führte nicht an allen höheren Schulen und Hochschulen zum Ausschluss von „Nichtariern“. An vielen Universitäten betrug der Anteil jüdischer Studierender weniger als 1 Prozent. Zudem fielen zahlreiche „nichtarische“ Studierende unter die Ausnahmeregeln des Gesetzes, weil ihre Väter im Ersten Weltkrieg für das Deutsche Reich gekämpft hatten oder weil ein Elternteil „arisch“ war. Letztlich mussten daher nur an vier Hochschulen (Frankfurt/Main, Königsberg, Leipzig, TH Berlin) insgesamt 49 „nichtarische“ Studierende aufgrund dieses Gesetzes ihr Studium beenden.
Die Betroffenen, die von höheren Schulen bzw. Universitäten ausgeschlossen wurden, hatten in der Regel keine Möglichkeit mehr, in Deutschland auf anderem Wege eine Berufsausbildung abzuschließen. Das verschärfte ihre Situation, die aufgrund der rassistischen Verfolgungen ohnehin immer schwieriger wurde. Für viele schien nur die Flucht ins Ausland Abhilfe zu versprechen. Allerdings konnten sie auch dort oft nicht ihr Studium fortsetzen; falls sie bereits Abschlüsse erreicht hatten, wurden diese oft nicht anerkannt. Die Folge waren, ähnlich wie bei anderen Flüchtlingen des Dritten Reiches, oft langwierige Versuche, im neuen Land Fuß zu fassen, die – zum Teil nach Zwischenstationen in weiteren Ländern – oft in den USA, England oder in Palästina/Israel endeten.

## Vorgeschichte und Zustandekommen des Gesetzes
Zulassungsbeschränkungen zu Hochschulen waren in Preußen schon vor 1933 erwogen worden, um die Entstehung eines „akademischen Proletariats“ zu verhindern.
Im frühen 20. Jahrhundert waren Juden an deutschen Hochschulen – im Vergleich zu ihrem Anteil an der Gesamtbevölkerung – überrepräsentiert; dabei war der Anteil der Jüdinnen an den (generell unterrepräsentierten) Studentinnen doppelt so hoch wie der Anteil der männlichen Juden an den männlichen Studenten. Mit deutlicher Zielrichtung forderte der Nationalsozialistische Deutsche Studentenbund (NSDStB) schon 1929 einen Numerus clausus für Juden und Nichtdeutsche. Im Aufruf zum Judenboykott, den die Reichsleitung der NSDAP am 30. März 1933 im Völkischen Beobachter veröffentlichte, wurde gefordert, die Anzahl der jüdischen Beschäftigten in allen Berufszweigen entsprechend ihrem Bevölkerungsanteil zu begrenzen. Aus taktischen Gründen sollte sich diese Forderung zunächst auf drei Gebiete beschränken, nämlich auf den Beruf der Ärzte, auf den der Rechtsanwälte und auf den Besuch der „deutschen Mittel- und Hochschulen“.
Die Vorarbeiten zum Gesetzentwurf gingen auf Initiative der kulturpolitischen Abteilung des Reichsinnenministeriums unter Wilhelm Frick zurück. Die drei ersten Entwürfe befassten sich nur mit dem Aspekt der „Überfremdung“ und richteten sich ausschließlich gegen Nichtarier; noch wenige Tage vor der Verabschiedung des Gesetzes sollte es dementsprechend „Gesetz gegen die Überfremdung der deutschen Schulen und Hochschulen“ genannt werden. Reichsaußenminister Konstantin von Neurath sah jedoch die Gefahr, dass das Gesetz in jener Form negative Reaktionen im Ausland auslösen könne, und überzeugte schließlich auch den federführenden Frick dazu, dem Gesetzentwurf „eine äußerlich neutralere Form zu geben“.
Vergeblich argumentierte von Neurath gegen die Quotierung für jüdische Schüler und Studenten, da er Rückwirkungen auf die Minderheitenpolitik deutscher Volksgruppen im Ausland befürchtete. Die Übernahme der Sonderregelung für „jüdische Mischlinge“ und Kinder von Frontkämpfern, die bereits im Gesetz zur Wiederherstellung des Berufsbeamtentums eingefügt war, setzte Finanzminister Johann Ludwig Graf Schwerin von Krosigk durch.

## Weitere Restriktionen gegen Juden
Juden wie auch jüdische Mischlinge erhielten weder Stipendium noch Gebührenerlass; Ausnahmen waren nur für Abkömmlinge von Frontkämpfern möglich. Für einige Studiengänge wie Zahnmedizin wurden jüdischen Studenten Examina und Approbation verwehrt. Ab April 1937 konnten Juden nicht mehr promovieren; ab April 1938 wurden Volljuden nicht mehr immatrikuliert.
Uneinheitlich verfahren wurde mit „jüdischen Mischlingen“, bei denen es im Kompetenzgerangel zwischen Parteikanzlei und Reichserziehungsministerium immer wieder zu unterschiedlichen Entscheidungen kam.

## Antisemitische Bedeutung des Gesetzes
Durch dieses Gesetz wurde nicht nur das individuelle Recht auf höhere Bildung ausgehöhlt, es betraf in besonderem Maße jüdische Bürger. Die rassistische und antisemitische Zielrichtung wurde bereits im Titel der Entwürfe für ein „Gesetz gegen Überfremdung deutscher Schulen und Hochschulen“ unverkennbar. Der Historiker Olenhusen sieht darin nachgerade eine „ausschließlich antisemitische“ Zielrichtung und deutet die im Gesetz angegebene Begründung, eine gründliche Ausbildung zu sichern und Ausbildung und Bedarf in Einklang zu bringen, als nachgeschobenen Vorwand.
Uwe Dietrich Adam urteilt, es habe sich bei der Ausarbeitung dieses Gesetzes „ein schwacher, doch spürbarer Widerstand der konservativen Kabinettsmitglieder“ gezeigt, doch stelle das Gesetz in seinen Auswirkungen einen klaren Sieg der Nationalsozialisten dar.
Adam weist darauf hin, dass einzelne Universitäten schon ohne rechtliche Grundlage dazu übergegangen waren, jüdische Studenten von einigen besonders häufig gewählten Studiengängen auszuschließen, und dass einzelne Gemeinden jüdischen Schülern Schulverbot erteilt hatten. Das Reichsinnenministerium wurde demnach tätig, um einen regellos gewordenen Zustand zu vereinheitlichen und durch eine Rechtsvorschrift die entstandene Situation zu sanktionieren.

## Gesetzestext und benutzte Literatur
- Gesetzestext im RGBl. 1933 I, S. 225.
- Albrecht Götz von Olenhusen: Die „nichtarischen“ Studenten an den deutschen Hochschulen. (PDF; 6,4 MB) In: Vierteljahrshefte für Zeitgeschichte, 14, 1966, H. 2, S. 175–206.
- Michael Grüttner: Studenten im Dritten Reich. Schöningh, Paderborn u. a. 1995, ISBN 3-506-77492-1.